# XVI. Ljetne paraolimpijske igre – Tokio 2020.
XVI. Ljetne paraolimpijske igre višešportsko su natjecanje koje se održalo u Tokiju od 24. kolovoza do 5. rujna 2021. Prvotno su Igre trebale biti održane od 21. kolovoza do 6. rujna 2020., no otkazane su zbog javnozdravstvenih razloga. Unatoč jednogodišnjem kašnjenju, u službenom je nazivu Igara zadržana 2020. godina. Na Igrama su paraolimpijskim športovima priključeni badminton i taekwondo.
Ukupno se na Igrama natjecalo više od 4400 športaša u 22 športa iz 162 države, članice Međunarodnog paraolimpijskog odbora.
Ovim domaćinstvom, Tokio je postao prvi grad koji je dvaput ugostio Paraolimpijske igre, nakon domaćinstva 1964. Igre ulaze u povijest kao prve Paraolimpijske igre bez gledateljstva na svečanostima otvaranja i zatvaranja te na samim natjecanjima.
Igre je, na Nacionalnom stadionu u Tokiju, službeno otvorio car Naruhito. Svečani mimohod športaša otvorili su sirijska atletičarka Alia Issa i afganistanski plivač Abbas Karimi. Hrvatsku zastavu ponijela je altetičarka Mikela Ristoski. 